# Stone (együttes)
A Stone finn thrash/speed/progresszív metal együttes. 1985-ben alakultak Keravában. 1992-ben feloszlottak, a tagok pedig egyéb zenekarokban folytatták. 2000-ben újra összeálltak koncertezés céljából, ezután újból feloszlottak. 2008-ban ismét összeálltak, szintén koncertezés miatt. 2013-tól kezdve a mai napig működnek.
Annak ellenére, hogy eredetileg rövid életűek voltak, kultikus státuszt értek el Finnországban, mind a metal rajongók, mind az együttesek körében. 2018-ban könyv készült a történetükről és a hatásukról.

## Tagok
- Janne Joutsenniemi – basszusgitár, ének
- Jiri Jalkanen – elektromos gitár (1985–1990)
- Markku Niiranen – gitár (1990–)
- Roope Latvala – gitár
- Pekka Kasari – dob

## Diszkográfia
- Stone (1988)
- No Anaesthesia! (1989)
- Colours (1990)
- Emotional Playground (1991)

## Egyéb kiadványok
Koncert felvételek
- Free (1992)
- Get Stoned, Stay Stoned (DVD, 2007)

Válogatáslemezek
- Stoneage (1998, 2008-ban Stoneage 2.0 címmel adták ki)
- Complete (2013)
- Light Entertainment - Complete Early Works (2018)

## Bibliográfia
- Väntänen, Ari. Stone. Helsinki: Like (2018). ISBN 978-952-01-1759-7